# Верхние Шаши
Ве́рхние Шаши́ (тат. Югары Шашы) — деревня в Атнинском районе Республики Татарстан, в составе Кунгерского сельского поселения.

## Этимология
Топоним произошёл от татарского слова «югары» (верхний) и гидронима «Шашы» (Шаши).

## География
Деревня находится на реке Шаши, в 11 км к северу от районного центра — села Большая Атня.

## История
Деревня основана в XVII веке. В дореволюционных источниках упоминается также под названием Шаши-Спочинок.
В XVIII — первой половине XIX века жители относились к категории государственных крестьян. Основные занятия жителей в этот период — земледелие и скотоводство.
В «Списке населенных мест по сведениям 1859 года», изданном в 1866 году, населённый пункт упомянут как казённая деревня Шаши с Починка (Верхние Шаши) 2-го стана Царёвококшайского уезда Казанской губернии. Располагалась при речке Шаше, по левую сторону транспортного тракта из Казани в Вятскую губернию, в 140 верстах от уездного города Царёвококшайска и в 20 верстах от становой квартиры в казённой деревне Уразлино (Казаклар). В деревне в 66 дворах жили 424 человека (206 мужчин и 218 женщин). Была мечеть.
В начале XX века в деревне располагалось волостное правление, функционировали мечеть, мектеб, мельница, 2 мелочные лавки. В этот период земельный надел сельской общины составлял 2108 десятин.
До 1920 года деревня являлась центром Кшкловской волости Краснококшайского (до 1919 года – Царёвококшайский) уезда Казанской губернии. С 1920 года в составе Арского кантона ТАССР. С 10 августа 1930 года в Тукаевском, с 25 марта 1938 года в Атнинском, с 12 октября 1959 года в Тукаевском, с 1 февраля 1963 года в Арском, с 25 октября 1990 года в Атнинском районах.
В 1930 году в деревне организован колхоз «Марс».

## Население
| 1782 | 1859 | 1897 | 1908 | 1926 | 1949 | 1958 | 1979 | 1989 | 2002 | 2010 | 2015 |
| ---- | ---- | ---- | ---- | ---- | ---- | ---- | ---- | ---- | ---- | ---- | ---- |
| 101  | 424  | 548  | 515  | 525  | 288  | 226  | 190  | 150  | 134  | 142  | 139  |

Национальный состав деревни: татары.

## Экономика
Жители работают преимущественно в сельскохозяйственном производственном кооперативе «Кунгер» (с 2003 г.), занимаются полеводством, растениеводством и мясо-молочным скотоводством.